# Segerkäglor

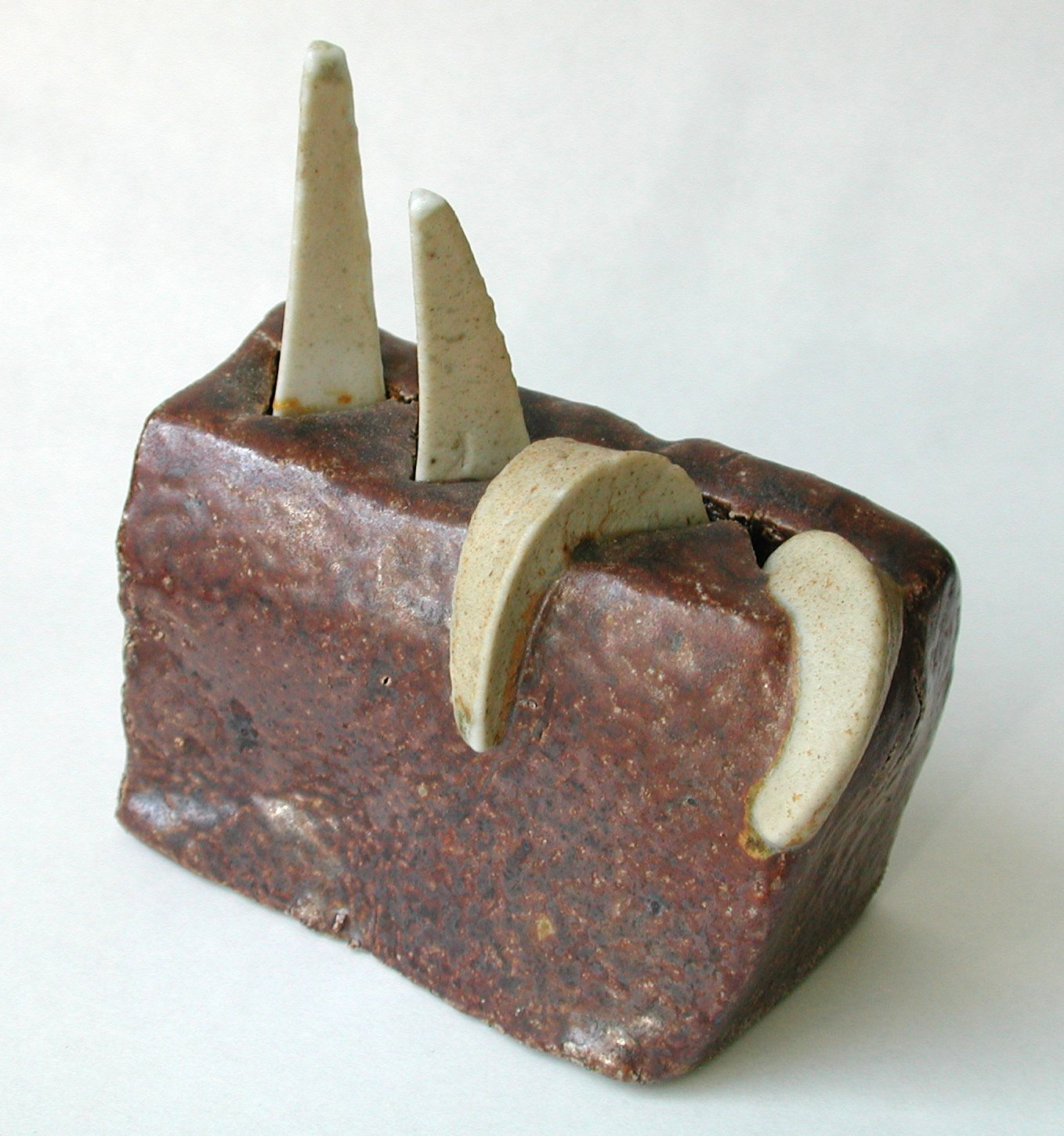
Segerkoner efter användning

Segerkäglor eller segerkoner är pyramidformade stycken av en massa, vars smältpunkt kan ändras genom att variera dess sammansättning. De är avsedda för mätning av höga temperaturer. Benämningen kommer från uppfinnaren, den tyske porslinskemisten Hermann August Seger (1839--1893). 
Inom industrien är det i många fall ej nödvändigt att känna verkliga värdet på temperaturen, endast att avgöra, när den för en viss process lämpligaste temperaturen är nådd. Då kan man använda en serie segerkäglor med olika, kända smältpunkter mellan 730 °C til 2000 °C, som placeras i till exempel den ugn vars temperatur det gäller och som anger den ungefärlliga temperaturen därigenom att endast de mera svårsmälta käglorna bibehåller sin form. 
Metoden ersätts numera vanligen av mer precisa instrument för temperaturbestämning.